# Sertânia (ort)
Sertânia är en ort i Brasilien.   Den ligger i kommunen Sertânia och delstaten Pernambuco, i den östra delen av landet, 1 400 km nordost om huvudstaden Brasília. Sertânia ligger 558 meter över havet och antalet invånare är 18 190.
Terrängen runt Sertânia är huvudsakligen platt. Sertânia ligger nere i en dal. Det finns inga andra samhällen i närheten.
Omgivningarna runt Sertânia är huvudsakligen savann. Runt Sertânia är det ganska glesbefolkat, med 32 invånare per kvadratkilometer.